# Mordellistena militaris
Mordellistena militaris es una especie de coleóptero de la familia Mordellidae. Miden de 2 a 3 mm.

## Distribución geográfica
Habita en el este de Estados Unidos.